# Tasiocera dorrigensis
Tasiocera dorrigensis är en tvåvingeart som beskrevs av Alexander 1928. Tasiocera dorrigensis ingår i släktet Tasiocera och familjen småharkrankar. Inga underarter finns listade i Catalogue of Life.